# Calling/Breathless
《Calling/Breathless》是嵐的第40張單曲，於2013年3月6日發行，唱片公司為J Storm。

## 概要
- 此單曲和前作《Your Eyes》發行相隔約9個月，同時也是2009年的《明日的記憶/Crazy Moon～妳·是·無敵的～》之後，睽違4年的雙A單曲。
- 《Calling》為成員相葉雅紀所主演的富士電視台火九連續劇《LAST HOPE》主題曲。[1]這是繼櫻井翔主演的《推理要在晚餐後》主題曲《迷宮戀曲》以來，再次搭配同時段戲劇的音樂作品。《Breathless》是成員二宮和也主演電影《白金數據》的主題曲。歌曲以「生命平等」「希望」為主題，在樂團編曲風格的樂音中，吉他琴音鳴奏出熟悉的懷舊氛圍給人深刻印象。[2]
- 《Breathless》在第64回NHK紅白歌合戰以組曲形式演唱（Endless Game + Breathless）。評論認為歌曲如曲名，是一首「快得幾乎換不過氣來的熱力舞曲」。[2]

## 排行榜成績
《Calling/Breathless》發售首週的銷量約有75.6萬張，取得該周Oricon公信榜單曲週榜首名。嵐憑此單曲，由《PIKA★★NCHI DOUBLE》開始連續29張單曲奪得首名；合共則有36張單曲取得首名。
此單曲是嵐出道以來首週銷量最高的單曲，超越前作《無盡的天空》（首週銷量57.2萬張），更超越後輩KAT-TUN在2006年發售的單曲「Real Face」首周75.4萬張的紀錄。

## 收錄内容

### 通常盤
1. Calling
（作詞：s-Tnk・eltvo、作曲：Andreas Johansson・youwhich、編曲：石塚知生）
2. Breathless
（作詞：HYDRANT、作曲：Takuya Harada・Christofer Erixon・Joakim Björnberg、編曲：佐々木博史）
3. 好吧!!（オーライ!!）
（作詞：Soluna、作曲：Fredrik "Figge" Boström、編曲：Trevor Ingram）
4. full of love
（作詞：Shun・R.P.P.、作曲：Dr.hardcastle・Iggy Strange-Dahl、編曲：吉岡たく）
5. Calling (Instrumental)
6. Breathless (Instrumental)
7. 好吧!! (Instrumental)
8. full of love (Instrumental)

### 初回生産限定盤A
CD
1. Calling
2. Breathless

DVD
1. Calling（Music Video）

#### 初回生産限定盤B
CD
1. Breathless
2. Calling

DVD
1. Breathless（Music Video）

## 外部連結
- Johnny's net（页面存档备份，存于）（日語）